# Clos-de-vougeot
Ne doit pas être confondu avec Vougeot (AOC).
Un clos-de-vougeot, ou clos-vougeot, est un vin français d'appellation d'origine contrôlée produit sur le Clos de Vougeot à Vougeot, en Côte-d'Or. Il est classé parmi les grands crus de la côte de Nuits, en Bourgogne.

## Histoire

### Antiquité
L’édit de l'empereur romain Domitien, en 92, interdisait la plantation de nouvelles vignes hors d’Italie ; il fit arracher partiellement les vignes en Bourgogne afin d’éviter la concurrence. Le vignoble résultant suffisait aux besoins locaux. Mais Probus annula cet édit en 280. En 312, un disciple d'Eumène rédigea la première description du vignoble de la Côte d'Or.

### Moyen Âge

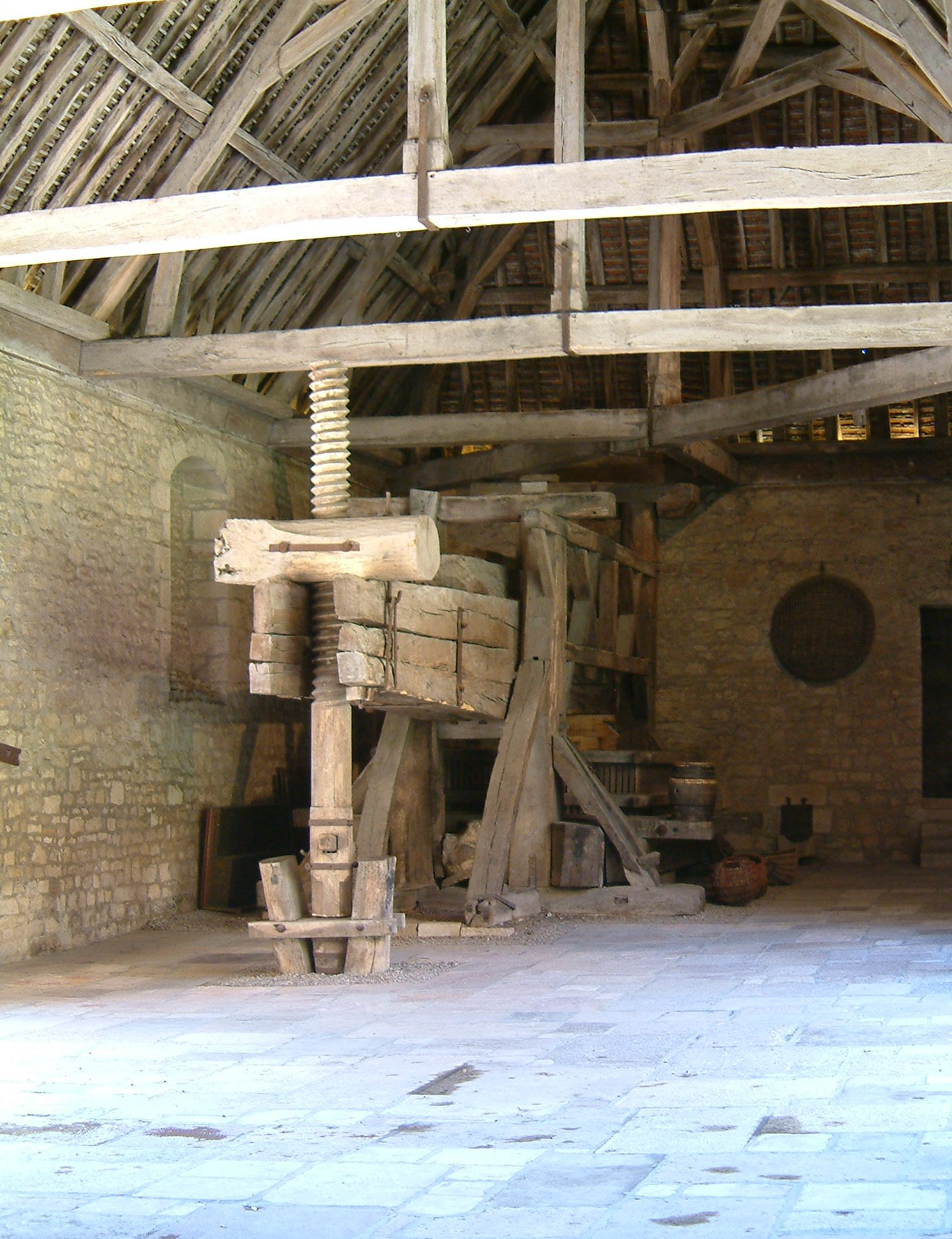
Pressoir à vis du Xe siècle au château du Clos-de-Vougeot, où le raisin était comprimé sous un madrier

Dès le début du VIe siècle, l’implantation du christianisme avait favorisé l’extension de la vigne par la création d’importants domaines rattachés aux abbayes. Ainsi l'abbaye de Cîteaux (créée en 1098) avec des plantations en Côte-d'Or. L’abbaye de Cîteaux reçut des terres sur la côte d'or dès 1100, sur les bords de la Vouge. C'est à partir de l'an 1111 que les cisterciens firent planter en pinot noir leur clos et en confièrent la culture à leurs frères convers. Le nom du terroir apparaît pour la première fois dans une bulle d'Alexandre III datée de 1164. Le pape prenait sous sa protection l'abbaye cistercienne et ses biens dont le cellier de Vougeot. Les moines blancs profitèrent de dons pour augmenter l'étendue de leur vignoble. L'histoire a retenu les noms de Hugues le Blanc, Eudes le Vert et Walloo Gile .
Le clos fut constitué et prit son nom vers 1330, quand les moines jugèrent nécessaire de l'entourer de murs>. Au cours du pontificat de Clément VI (1342-1352), pour satisfaire celui qui fut le plus fastueux pontife d’Avignon, les cisterciens bourguignons subdivisèrent le clos-vougeot en trois climats afin de sélectionner la « cuvée du pape ». Cette faveur pour un vin rouge est une nouveauté du XIVe siècle, jusqu’alors les vins les plus appréciés étaient blancs. Le rôle joué par la Cour pontificale d’Avignon dans cette mutation de goût fut essentiel, le vin de Beaune, dont le clos-vougeot, descendant plus facilement vers le sud par l’axe Saône-Rhône, tandis que pour atteindre Paris il devait traverser la Côte en charroi jusqu’à Cravant pour rejoindre l’Yonne. Les deux autres climats étaient la « cuvée du roi » et la « cuvée des moines ».

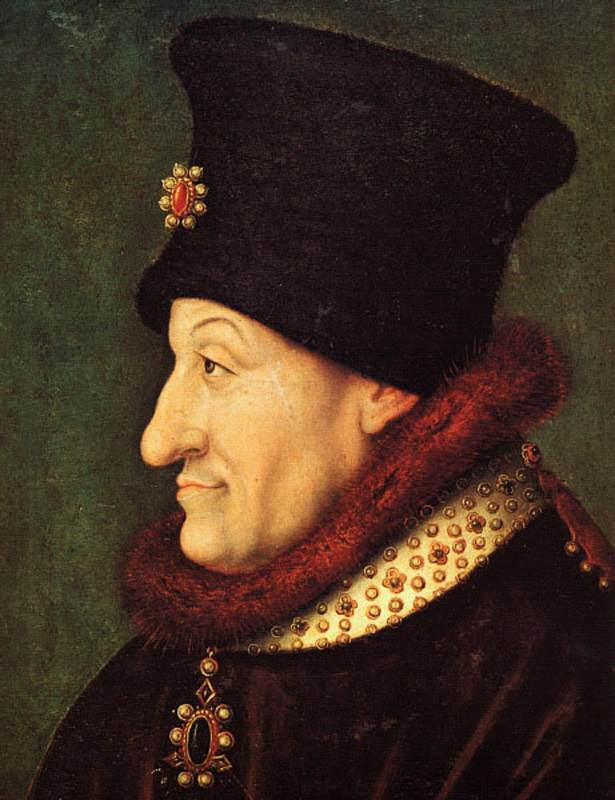
Philippe II le Hardi

En 1364, le retour prévisible à Rome n’enthousiasmait que modérément la Cour pontificale. À tel point qu’Urbain V décida de frapper un grand coup en menaçant d’excommunication Jean de Bussières, abbé de Cîteaux, s’il continuait à approvisionner Avignon en Clos-vougeot. Le bruit courait, en effet, que les cardinaux se refusaient d’aller à Rome où ils ne retrouveraient pas un tel cru. Pétrarque lui-même considérait que « L’obstination des cardinaux à ne pas retourner à Rome trouve son origine dans la qualité des vins de Beaune. C’est qu’en Italie il n’y a pas de vin de Beaune et qu’ils ne croient pas mener une vie heureuse sans cette liqueur ; ils regardent ce vin comme un second élément et comme un nectar des dieux ». Peu après son couronnement, en décembre 1370, Grégoire XI annula la menace d'excommunication et autorisa, à nouveau, l’abbé de Cîteaux à approvisionner sa Cour en clos-vougeot. Incontinent, Jean de Bussières fit parvenir à Avignon trente pièces (120 hl) de sa dernière vendange. Ce geste fut récompensé par la pourpre cardinalice.
En l'an 1395, Philippe le Hardi décida d’améliorer la qualité des vins et interdit la culture du gamay au profit du pinot noir dans ses terres. Enfin, en 1416, Charles VI fixa par un édit les limites de production du vin de Bourgogne. En 1422, d'après les archives, les vendanges eurent lieu en Côte de Nuits au mois d'août. À la mort de Charles le Téméraire, le vignoble de Bourgogne fut rattaché à la France, sous le règne de Louis XI.

### Époque moderne

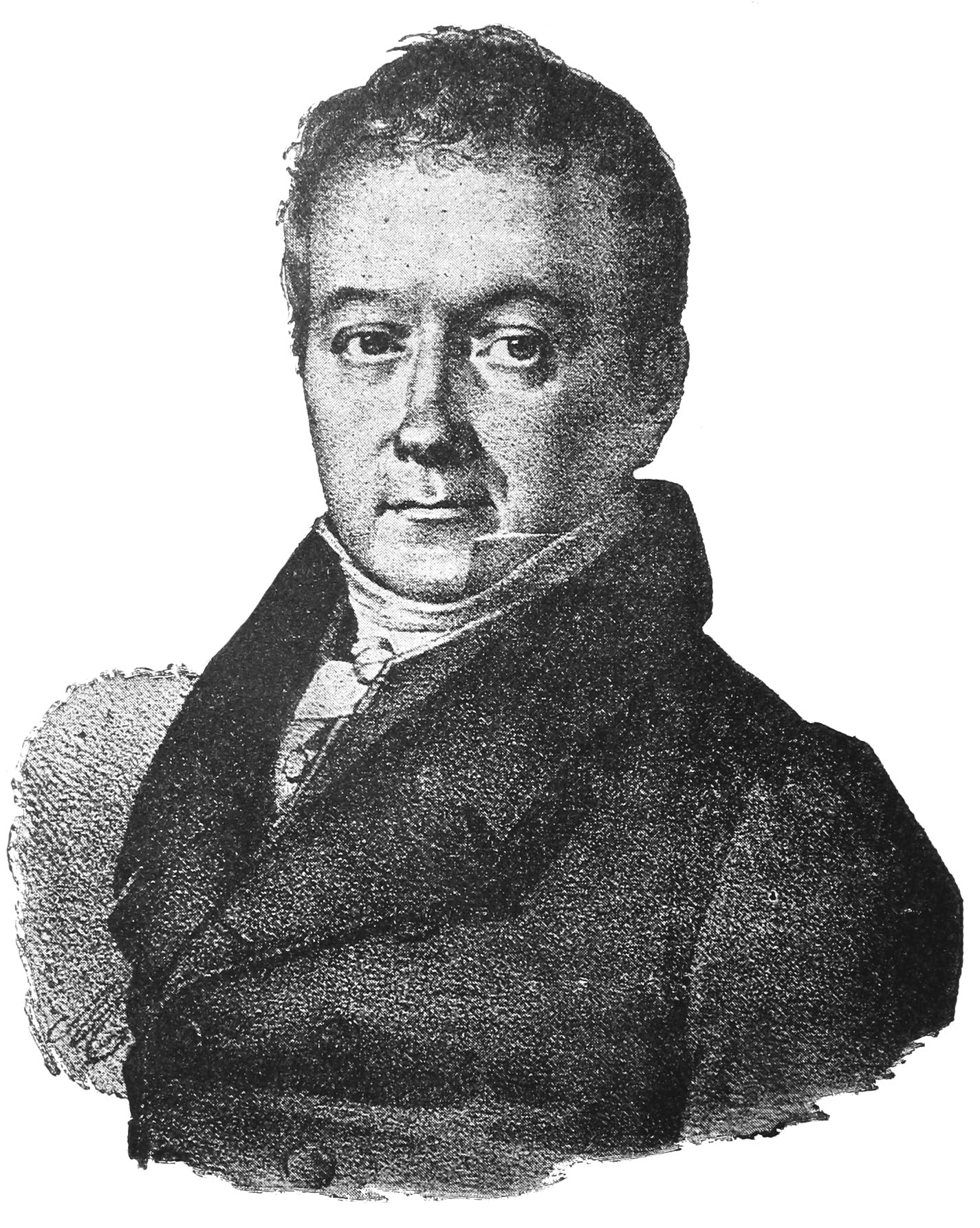
Gabriel-Julien Ouvrard, le dernier grand propriétaire du vignoble du Clos de Vougeot

C'est en 1551 que dom Jean XI Loisier fit édifier le château actuel. Aussi, en 1700, l'intendant Ferrand rédigea-t-il un « Mémoire pour l'instruction du duc de Bourgogne » lui indiquant que dans cette province les vins les meilleurs provenaient des « vignobles [qui] approchent de Nuits et de Beaune ».
Sous la Révolution, la réputation du clos-vougeot était telle que lors de l'inventaire des 35 000 bouteilles de la cave de Louis Jean Marie de Bourbon, duc de Penthièvres, en 1793, il fut trouvé en majorité des vins du clos suivis de beaune blanc, de meursault, de côte-rôtie, d'hermitage et de tavel.
Passion de la noblesse, admiration de la roture.[réf. nécessaire] Quand le colonel Bisson, à la tête de son régiment, alla rejoindre l'Armée du Rhin, il fit présenter les armes par ses troupes en passant devant le vignoble. Un peu plus tard, sous le Consulat, le dernier moine cellerier, dom Lambert Goblet, fit répondre à Bonaparte, chargé de notifier à l'abbé de Cîteaux que les propriétés de son abbaye — près de 10 000 ha — passaient à la Nation :

« J'ai du clos-vougeot de quarante ans. S'il veut en boire, qu'il se dérange. »

### Époque contemporaine

#### XIXesiècle
La confiscation des biens du clergé permit à la grande bourgeoisie d'acquérir les plus beaux fleurons du patrimoine de l'Église. Le banquier Gabriel-Julien Ouvrard se rendit maître du Clos-de-Vougeot et de la romanée-conti, en 1818, et en fit don à son fils Victor, âgé de 19 ans. On sait alors qu'il y avait dans le clos un double encépagement : pinot noir et chardonnay. Il ne fit arracher ces derniers qu'après 1820. Dans les décennies 1830-1840, la pyrale survint et attaqua les feuilles de la vigne. Elle fut suivie d'une maladie cryptogamique, l'oïdium.

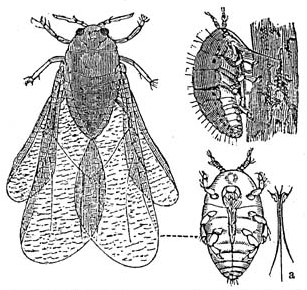
Phylloxéra

À la mort de Victor Ouvrard, en 1861, le clos passa en héritage aux quatre enfants de sa sœur Betsy qui le mirent en vente. Il fut acquis par le baron Thénard qui le revendit ensuite aux héritiers Ouvrard. Le millésime 1865 a donné des vins aux teneurs naturelles en sucres très élevées et des vendanges assez précoces. À la fin de ce siècle arrivèrent deux nouveaux fléaux de la vigne. Le premier fut le mildiou, autre maladie cryptogamique, le second le phylloxéra. Cet insecte térébrant venu d'Amérique mit très fortement à mal le vignoble. Après de longues recherches, on finit par découvrir que seul le greffage permettrait à la vigne de pousser en présence du phylloxéra. Les héritiers Ouvrard remirent le clos-vougeot aux enchères en 1887. La vente échoua et ce ne fut qu'en 1889 que le clos fut acheté par quinze négociants en vin de Beaune, Dijon et Nuits-Saint-Georges. Le morcellement venait de commencer.

#### XXesiècle

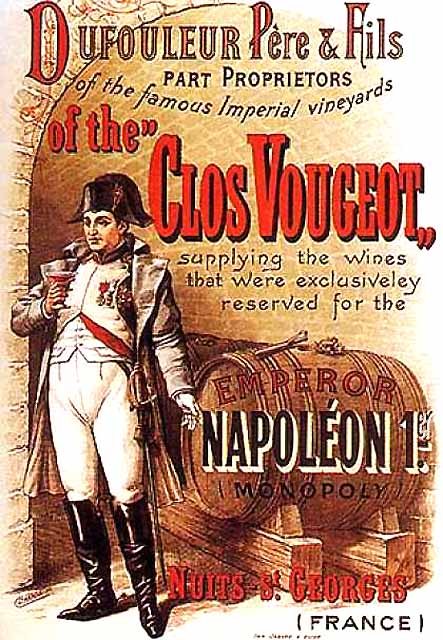
Clos Vougeot 1920

Le mildiou provoqua un désastre considérable en 1910. En 1920, le clos est acheté par le député de Côte-d'Or Étienne Camuzet, un important propriétaire vigneron de Vosne-Romanée. Henri Gouges avait rejoint au niveau national le combat mené par le sénateur Joseph Capus et le baron Pierre Le Roy de Boiseaumarié qui allait aboutir à la création des appellations d'origine contrôlée. Il devint le bras droit du baron à l'INAO. Ainsi cette AOC fut créée en 1937. Restauré après la seconde guerre mondiale, le château qui abrite toujours les anciennes installations vinicoles des moines est devenu la propriété de la Confrérie des Chevaliers du Tastevin depuis 1944. Apparition de l'enjambeur dans les années 1960-70, qui remplace le cheval. Les techniques en viticulture et œnologie ont bien évolué depuis 50 ans (vendange en vert, table de triage, cuve en inox, pressoir électrique puis pneumatique etc.).

#### XXIesiècle
Avec la canicule de 2003, les vendanges débutèrent pour certains domaines cette année-là à la mi-août, soit avec un mois d'avance, des vendanges très précoces qui ne s'étaient pas vues depuis 1422 et 1865 d'après les archives.

## Situation géographique
Situé sur la commune de Vougeot en Côte-d'Or (Côte de Nuits).

### Géologie et orographie
Le clos situé non loin de la source de la Vouge, est situé sur un coteau en pente douce exposée au levant. Son terroir est loin d'être homogène, graveleux et caillouteux dans sa partie haute il devient plus argileux dans le bas mais gardent des sols filtrants qui ressuient vite les pluies.

### Climatologie
C'est un climat tempéré à légère tendance continentale.
Pour la ville de Dijon (316 m), les valeurs climatiques jusqu'à 1990 :

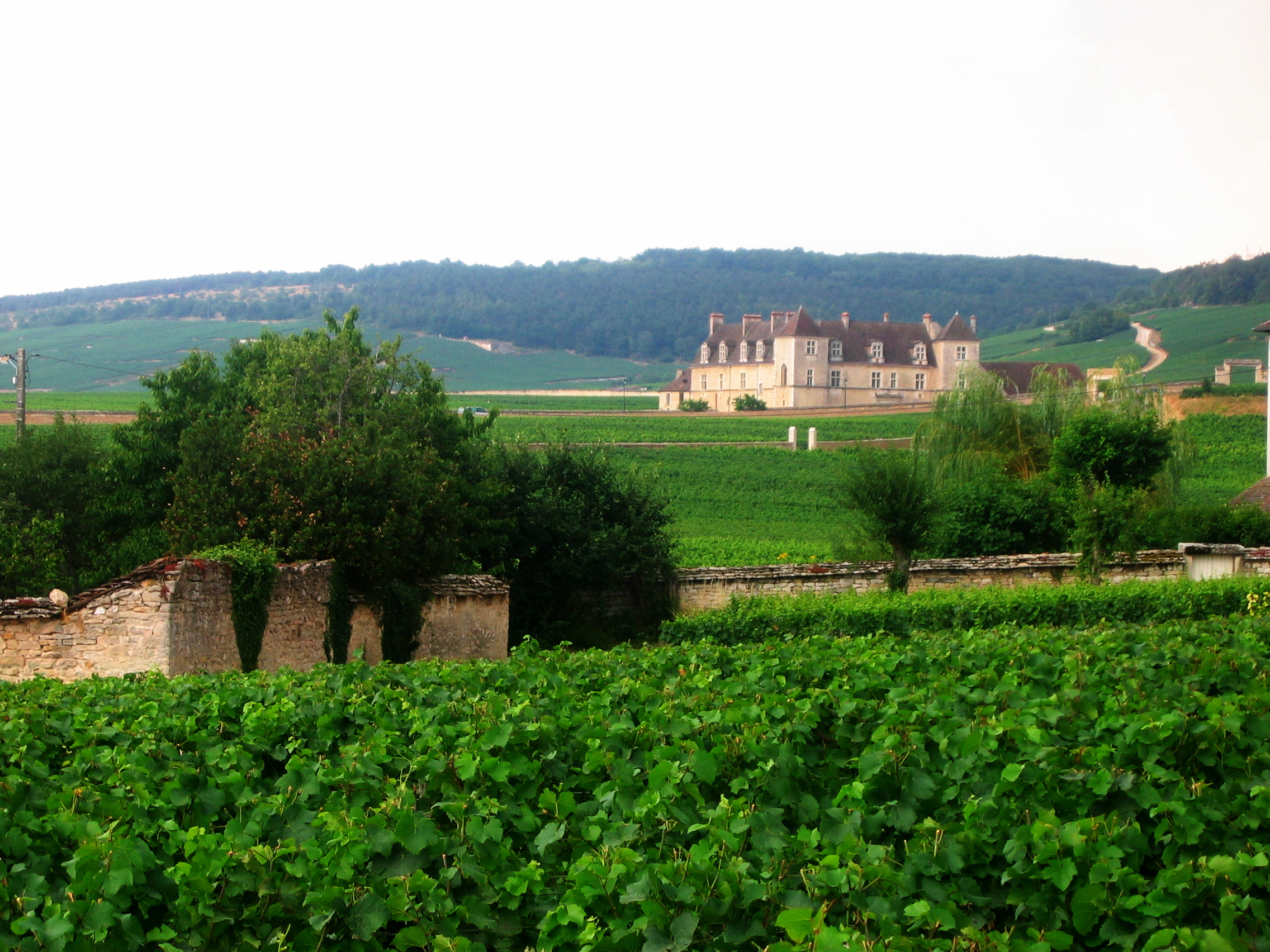
Les murs du clos avec le vignoble et le château en arrière-plan

| Mois                              | jan. | fév. | mars | avril | mai  | juin | jui. | août | sep. | oct. | nov. | déc. | année |
| --------------------------------- | ---- | ---- | ---- | ----- | ---- | ---- | ---- | ---- | ---- | ---- | ---- | ---- | ----- |
| Température minimale moyenne (°C) | −1   | 0,1  | 2,2  | 5     | 8,7  | 12   | 14,1 | 13,7 | 10,9 | 7,2  | 2,5  | −0,2 | 6,3   |
| Température moyenne (°C)          | 1,6  | 3,6  | 6,5  | 9,8   | 13,7 | 17,2 | 19,7 | 19,1 | 16,1 | 11,3 | 5,6  | 2,3  | 10,5  |
| Température maximale moyenne (°C) | 4,2  | 7    | 10,8 | 14,7  | 18,7 | 22,4 | 25,3 | 24,5 | 21,3 | 15,5 | 8,6  | 4,8  | 14,8  |
| Précipitations (mm)               | 49,2 | 52,5 | 52,8 | 52,2  | 86,3 | 62,4 | 51   | 65,4 | 66,6 | 57,6 | 64,2 | 62   | 732,2 |

## Vignoble

### Présentation
La superficie est de 50 hectares, 96 ares et 54 centiares (50 hectares correspondent à la moitié d'un kilomètre carré), soit le plus vaste des grands crus de la côte de Nuits.

### Lieux-dits
Le clos de Vougeot est lui-même un lieu-dit (appelé un climat en Bourgogne) ; son origine se trouve dans clausus qui signifie « fermer », tandis que Vougeot a la sienne dans le nom d'un ruisseau qui forme la Vouge. Mais le clos est lui-même subdivisé en plusieurs lieux-dits :
- terroir pontifical :
  - Musigny[33] ;
  - Garenne[34] ;
  - Plante Chamel[35] ;
  - Plante l’Abbé[36] ;
  - Montiottes Hautes ;
  - Chioures ;
  - Marei Haut ;
  - Grand Maupertuis[37] ;
  - Petit Maupertuis ;
  - Baudes hautes[38] ;
- terroir royal :
  - Dix journaux[39] ;
  - Baudes basses ;
  - Baudes saint Martin ;
- terroir monacal :
  - Marei bas ;
  - Montiottes Basses ;
  - Quatorze journaux[40] ;
  - Baudes basses (partie inférieure) ;
  - Baudes saint Martin (partie inférieure).

### Encépagement

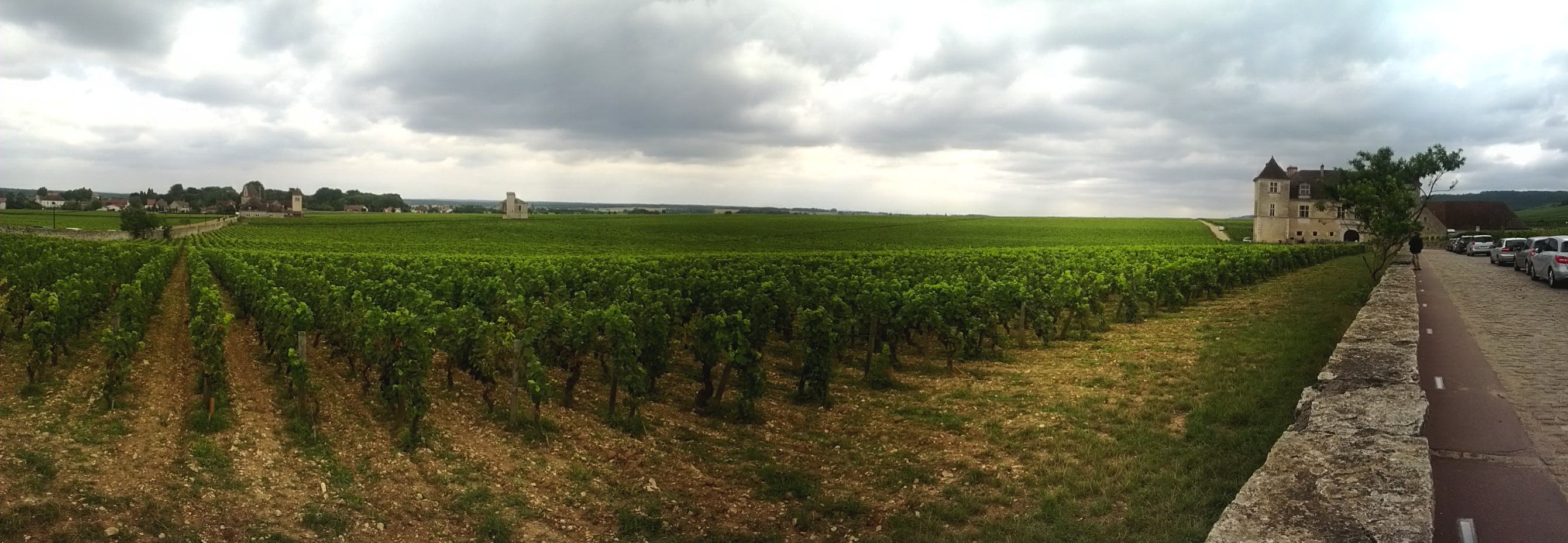
Panorama du vignoble et du château.

Le pinot noir compose exclusivement les vins rouges de l'AOC. Il est constitué de petites grappes denses, en forme de cône de pin composées de grains ovoïdes, de couleur bleu sombre. C'est un cépage délicat, qui est sensible aux principales maladies et en particulier au mildiou, au rougeot parasitaire, à la pourriture grise (sur grappes et sur feuilles), et aux cicadelles. Ce cépage, qui nécessite des ébourgeonnages soignés, a tendance à produire un nombre important de grapillons. Il profite pleinement du cycle végétatif pour mûrir en première époque. Le potentiel d'accumulation des sucres est élevé pour une acidité juste moyenne et parfois insuffisante à maturité. Les vins sont assez puissants, riches, colorés, de garde. Ils sont moyennement tanniques en général.

### Méthodes culturales

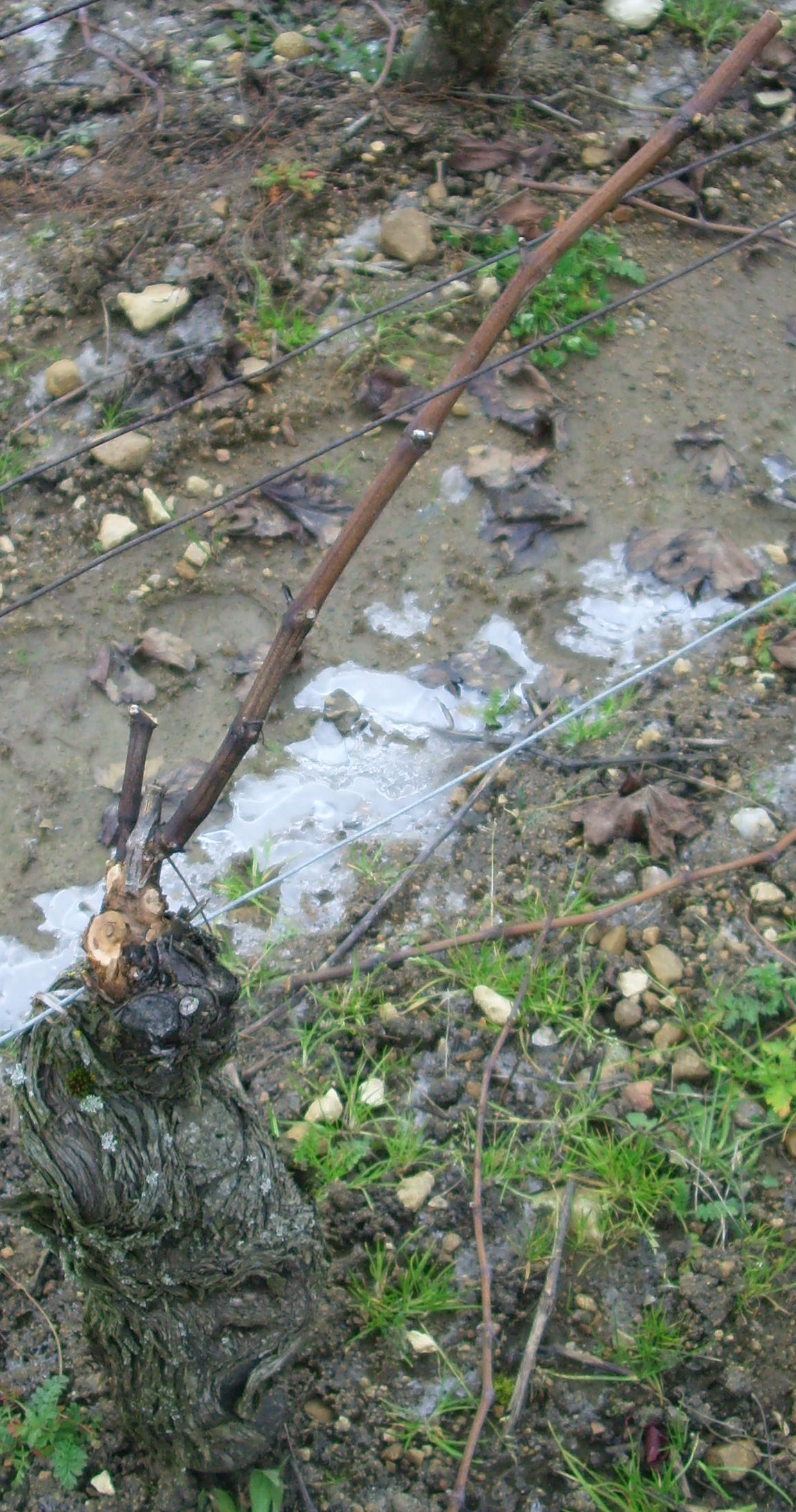
Pied de vigne taillé en Guyot simple

#### Travail manuel
Ce travail commence par la taille, en « guyot simple », avec une baguette de cinq à huit yeux et un courson de un à trois yeux. Le tirage des sarments suit la taille. Les sarments sont enlevés et peuvent être brûlés ou mis au milieu du rang pour être broyés. On passe ensuite aux réparations. Puis vient le pliage des baguettes. Éventuellement, après le pliage des baguettes, une plantation de nouvelles greffes est réalisée. L'ébourgeonnage peut débuter dès que la vigne a commencé à pousser. Cette méthode permet, en partie, de réguler les rendements. Le relevage est pratiqué lorsque la vigne commence à avoir bien poussé. En général, deux à trois relevages sont pratiqués. La vendange en vert est pratiquée de plus en plus dans cette appellation. Cette opération est faite dans le but de réguler les rendements et surtout d'augmenter la qualité des raisins restants. Pour finir avec le travail manuel à la vigne, se réalise l'étape importante des vendanges.

#### Travail mécanique
L'enjambeur est d'une aide précieuse. Les différents travaux se composent du broyage des sarments, réalisé lorsque les sarments sont tirés et mis au milieu du rang. De trou fait à la tarière, là où les pieds de vignes sont manquants, en vue de planter des greffes au printemps. De labourage ou griffage, réalisé dans le but d'aérer les sols et de supprimer des mauvaises herbes. De désherbage fait chimiquement pour tuer les mauvaises herbes. De plusieurs traitements des vignes, réalisés dans le but de les protéger contre certaines maladies cryptogamiques (mildiou, oïdium, pourriture grise, etc.) et certains insectes (eudémis et cochylis). De plusieurs rognages consistant à reciper ou couper les branches de vignes (rameaux) qui dépassent du système de palissage.

### Rendements
Les rendements sont de l'ordre de 35 hectolitres par hectare.

## Vins

### Titres alcoométriques volumiques minimal et maximal
| AOC                           | Rouge   | Rouge   |
| Titre alcoométrique volumique | minimal | maximal |
| Grand cru                     | 11,5 %  | 14,5 %  |

### Vinification et élevage
Voici les méthodes générales de vinification de cette appellation. Il existe cependant des petites différences de méthode entre les différents viticulteurs et négociants.

#### Vinification en rouge
La récolte des raisins se fait à maturité et de façon manuelle. La vendange manuelle est le plus souvent triée, soit à la vigne soit à la cave avec une table de tri, ce qui permet d'enlever les grappes pourries ou insuffisamment mûres. La vendange manuelle est généralement éraflée puis mise en cuve. Une macération pré-fermentaire à froid est quelquefois pratiquée. La fermentation alcoolique peut démarrer, le plus souvent après un levurage. Commence alors le travail d'extraction des polyphénols (tanins, anthocyanes) et autres éléments qualitatifs du raisin (polysaccharides etc.). L'extraction se faisait par pigeage, opération qui consiste à enfoncer le chapeau de marc dans le jus en fermentation à l'aide d'un outil en bois ou aujourd'hui d'un robot pigeur hydraulique. Plus couramment, l'extraction est conduite par des remontages, opération qui consiste à pomper le jus depuis le bas de la cuve pour arroser le chapeau de marc et ainsi lessiver les composants qualitatifs du raisin. Les températures de fermentation alcoolique peuvent être plus ou moins élevées suivant les pratiques de chaque vinificateur avec une moyenne générale de 28 à 35 degrés au maximum de la fermentation. La chaptalisation est réalisée si le degré naturel est insuffisant : cette pratique est réglementée. À l'issue de la fermentation alcoolique suit l'opération de décuvage qui donne le vin de goutte et le vin de presse. La fermentation malolactique se déroule après mais est dépendante de la température. Le vin est soutiré et mis en fût ou cuve pour son élevage. L'élevage se poursuit pendant plusieurs mois (12  à   24 mois) puis le vin est collé, filtré et mis en bouteilles.

### Terroir et vins
Alors que la première classification géographique des crus bourguignons, au milieu du XIXe siècle, considérait qu'il était impossible de morceler un domaine sous peine de lui faire perdre sa notoriété, les géologues du B.R.G.M. ont constaté :

« C'est avec le clos-vougeot que l'on peut montrer que cette affirmation était gratuite et que le sous-sol et le sol gardent toute leur importance puisque malgré le morcellement le vin, très corsé, au parfum de truffe et de violette, continue à être systématiquement plus fin et plus délicat dans les parties élevées et plus lourd en bas de pente. »

Le meilleur terroir est sur les terres hautes, caillouteuses et maigres, proches du Château, et qui vont jusqu'au lieu-dit « Petit Maupertuis » au sud, « Musigny » et « Montiottes Hautes » au nord. La différence avec la partie basse est due en partie à la pente du coteau. Le terrain plat en bas devient de plus en plus incliné vers le haut .

## Économie

### Structure des exploitations
Il existe des domaines de tailles différentes. Ces domaines mettent tout ou une partie de leurs propres vins en bouteilles et s'occupent aussi de le vendre. Les autres, ainsi que ceux qui ne vendent pas tous leurs vins en bouteilles, les vendent aux maisons de négoce.
Les maisons de négoce achètent leurs vins, en général, en vin fait (vin fini) mais parfois en raisin ou en moût. Elles achètent aux domaines et passent par un courtier en vin qui sert d'intermédiaire moyennant une commission de l'ordre de 2 % à la charge de l'acheteur.

#### Structure de l'exploitation
Le Clos-de-Vougeot est une entité créée par l’homme, longtemps cultivée comme un seul et même tout par un unique propriétaire, les moines cisterciens jusqu'à Gabriel-Julien Ouvrard au XIXe siècle. C’est assurément à cette période que ce vignoble a connu la gloire d’être considéré au rang des meilleurs grands crus de la Côte : ainsi, le docteur J. Lavalle, en 1855, classe parmi les vins rouges « hors ligne, tête de cuvée no 1 », romanée-conti, clos-de-vougeot, chambertin et clos-de-bèze. De nos jours plus de quatre-vingt clos-vougeot naissent chaque année sur des terres variées. Variées d'abord en surface pour chaque propriétaire puisque celle-ci peut passer de 2 ha et demi pour la plus grande parcelle à 21 ares pour la plus petite.

### Commercialisation
La commercialisation de cette appellation se fait par divers canaux de vente : dans les caveaux du viticulteur, dans les salons des vins (vignerons indépendants etc.), par exportation, dans les Cafés-Hôtels-Restaurants (C.H.R), dans les grandes et moyennes surfaces (G.M.S), chez certains cavistes.

### Propriétaires-éleveurs du Clos-de-Vougeot

#### Les producteurs du village
- Domaine de la Vougeraie : créé par le domaine Boisset, il correspond en partie aux anciennes vignes de l’Héritier Guyot dont la parcelle sise en « Montiottes hautes » contre le mur nord du clos.
- Domaine du Château de la Tour : Le seul clos de Vougeot vinifié intra-muros provenant des vignes de la partie nord du clos « Dix journaux » et « Marei bas » avec un peu de « Montiotte ». Vers le haut une petite bande appelée « plante Chamel ».
- Domaine Bertagna : Propriété de la famille allemande Reh. Son vin provient d’une parcelle de 31 ares sise au nord médian du Clos à cheval entre les Dix journaux et les « Montiottes hautes ».
- Domaine Leymarie-Ceci : Sa production provient d’une vigne du sud haut dans le « Petit Maupertuis » (51 ares).
- Domaine Hudelot-Noellat : Trois parcelles formant un ensemble de 43 ares avec deux parcelles en « Plante l’Abbé » et « Chioures » et une autre dans les « Baudes saint Martin ».

#### Les autres producteurs

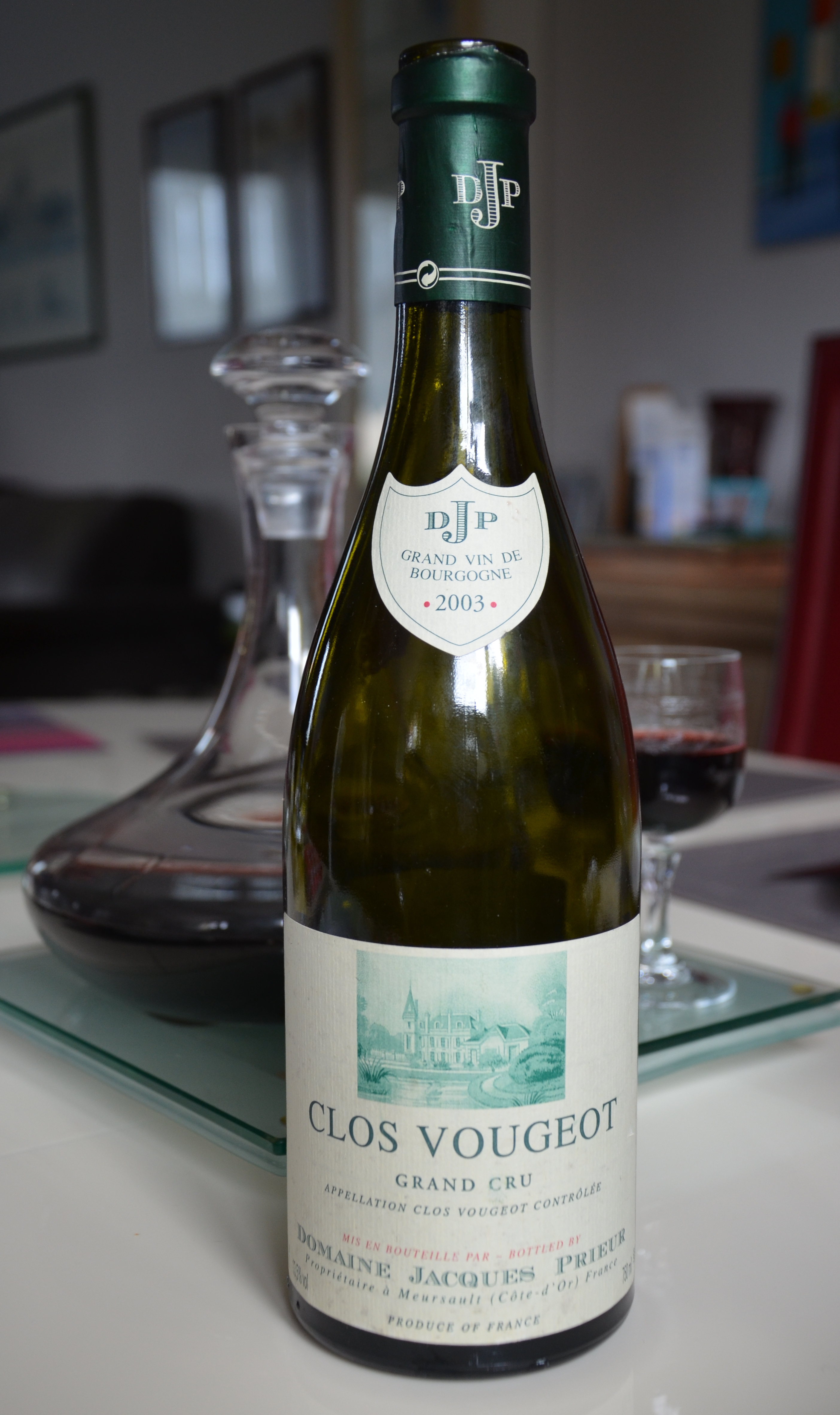
Bouteille de Clos Vougeot du domaine Jacques Prieur de 2003.

- Domaine Engel à Vosne-Romanée : un hectare 37 ares dans le haut du clos de Vougeot (« Marei haut »).
- Domaine Robert Arnoux à Vosne-Romanée : parcelle placée tout en haut du clos dans le « Grand Maupertuis ».
- Domaine Anne Gros à Vosne-Romanée : l'étiquette du domaine le mentionne ce Clos vient du « Grand Maupertuis ».
- Domaine Michel Gros à Vosne-Romanée : parcelle de 20 ares dans le « Grand Maupertuis », voisine de celle de Anne Gros.
- Domaine Gros Frère et Sœur à Vosne-Romanée : parcelle du clos placée dans le « Musigni ».
- Domaine Lamarche à Vosne-Romanée : des vignes situées en grande partie dans le haut.
- Domaine Mongeard-Mugneret à Vosne-Romanée : deux parcelles (« Grand Maupertuis » et « Chioures ») dans le haut du clos.
- Domaine Méo-Camuzet à Vosne-Romanée : une parcelle d'environ 3 hectares d'un seul tenant dans les « Chioures ».
- Domaine Grivot à Vosne-Romanée : une parcelle d'un hectare 86 ares d'un seul tenant dans les « Quatorze Journaux » dans le bas du clos.
- Domaine Henri Rebourseau à Gevrey-Chambertin : 2 hectares 21 ares en « Grand Maupertuis, Quartier des Marei Bas, Baudes Hautes, Baudes Saint Martin» soit le milieu du clos (la plus grande partie) et le bas du Clos au centre.
- Domaine Mortet à Gevrey-Chambertin : la partie la plus basse et nordiste du clos dans les « Montiottes basses ».
- Domaine Raphet à Morey-Saint-Denis : vignes placées dans la partie basse.
- Domaine Prieur à Meursault : il reste un hectare 25 ares au domaine sur les 3 hectares 34 ares dont il disposait autrefois. Placé en « Montiottes basses ».
- Domaine du Clos Frantin/Bichot à Nuits-Saint-Georges : un demi hectare du haut en bas du Clos.
- Domaine Lescure à Nuits-Saint-Georges : vignes sises au milieu nord du clos en Montiottes.
- Domaine Thibault Liger Belair à Nuits-Saint-Georges : sis dans la partie médiane sud du Clos (« les Baudes basses », partie haute).
- Domaine Faiveley à Nuits-Saint-Georges : trois parcelles – un hectare 28 ares en tout – qui se trouvent sur les « Baudes basses », les « Quatorze journaux », et le « Maupertuis ».
- Domaine Christian Amiot et filles : une parcelle de 83 ares dans la partie haute des « Baudes basses ».
- Domaine Michel Noëllat : la vigne de 21 ares appartient à la famille Tremblay et est cernée par Marei haut et Grand Maupertuis.
- Domaine Jadot : le négociant beaunois possède près de deux hectares et demi dans le secteur des Baudes (basses, hautes et saint Martin).

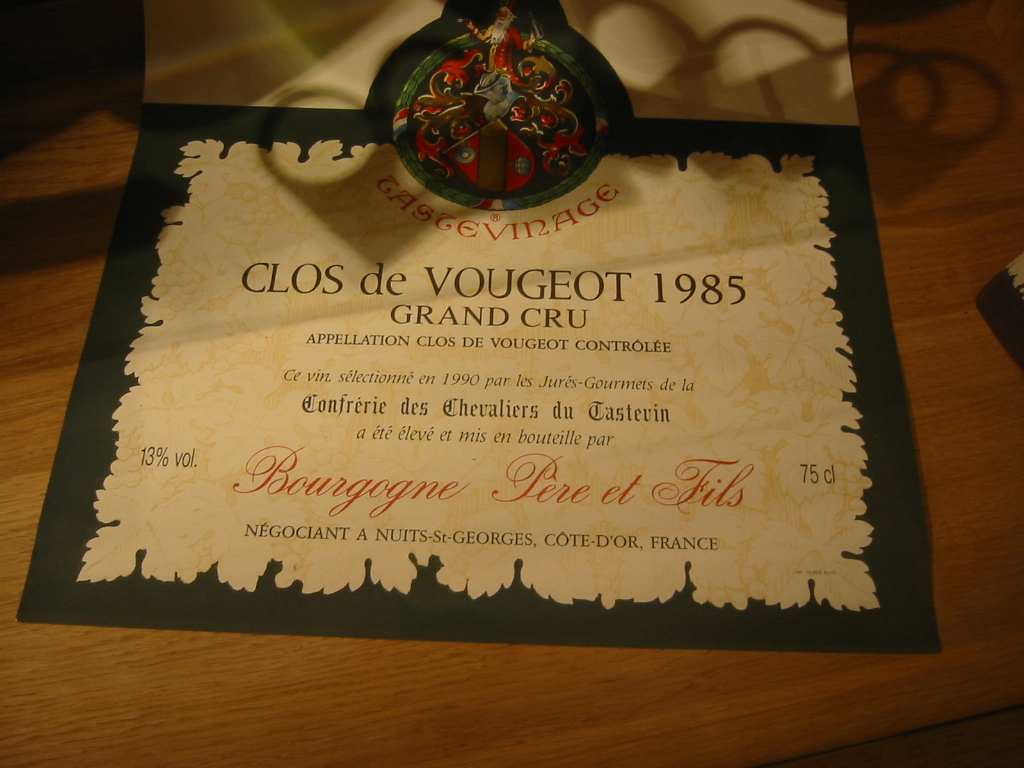
Une cuvée tastevinée, millésime 1985, sélectionnée par la confrérie des chevaliers du Tastevin.

## La confrérie du Tastevin
Elle se réunit au château deux fois par an pour le tastevinage.

## Citations
« Mais Babette, qu’y a-t-il dans cette bouteille ? demanda- t-elle, la voix tremblante. Ce n’est tout de même pas du vin ?
- Du vin, Madame ? Non ! C’est un clos-Vougeot 1846 !
Martine n’avait jamais entendu dire que les vins puissent porter un nom. Elle se tut. »
Karen Blixen in « le festin de Babette »
« Mon père gagnait un salaire régulier de quatre-vingt centimes de l'heure, ce qui permettait de s'offrir, le dimanche, un pigeon aux petits pois - mon père adore le pigeon - et une bouteille de Clos-Vougeot de chez Félix Potin. »
Henri Calet in « le tout sur le tout »

#### Monographies
- Benoît Chauvin, Le Clos et le Château de Vougeot, cellier de l'abbaye de Cîteaux, Nuits-Saint-Georges, Éditions du Tastevin, 2008, 222 p. (ISBN 978-2951281837).
- Benoît Chauvin, « Les deux visages du cellier et du clos de Vougeot (1125-1150 et 1175-1200 », Annales de Bourgogne, vol. 81, no 1,‎ 2009, p. 5-54 (lire en ligne).
- Marion Foucher, « Le Clos de Vougeot ou la notion de limite dans le patrimoine viticole monastique », Sciences humaines combinées, no 5,‎ 1er mars 2010 (lire en ligne).
- Marion Foucher, Pourquoi un clos au Clos de Vougeot ?, revue « Pays de Bourgogne » no 231, janvier 2012, pp. 23–28.
- Marion Foucher, « Un clos…. ou des clos ? Quelques réflexions autour d'une pratique de démarcation en Côte de Nuits et Côte de Beaune », Crescentis : revue internationale d'histoire de la vigne et du vin, no 1,‎ 2018 (ISSN 2647-4840, DOI 10.58335/crescentis.237, lire en ligne).
- Pierre Garelli, Le Clos de Vougeot au temps de la famille Ouvrard, Éd. Mémoires et documents, 2004, 174 p.

#### Ouvrages généraux
- Bibiane Bell et Alexandre Dorozynski, Le livre du vin, Éd. Les deux Coqs d'Or, Éd. Les deux Coqs d'Or, 1970, p.61, 107, 108.
- Arthur Choko, L'amour du vin, Les éditions de l'amateur, Paris, 1995, pp. 54-59  (ISBN 2-85917-200-9).
- Le Figaro et La Revue du Vin de France, Les vins de France et du monde (20 volumes), no 6 (Chablis), 96 pages, Édité par La société du Figaro, Paris, 2008,  (ISBN 978-2-8105-0060-4).
- Le Figaro et La Revue du Vin de France, Les vins de France et du monde (20 volumes), no 11 (Côtes de Beaune), 96 pages, Édité par La société du Figaro, Paris, 2008,  (ISBN 978-2-8105-0065-9).
- Hugh Johnson, Une histoire mondiale du vin, Paris, Éd. Hachette, 1989 (ISBN 2-01-015867-9), p.130, 274-276, 442.
- Marcel Lachiver, Vins, vignes et vignerons. Histoire du vignoble français, Paris, Éd. Fayard, 1988 (ISBN 2-213-02202-X), p.289, 367, 368, 372, 374.
- Marie-Hélène Landrieu-Lussigny, Les lieux-dits dans le vignoble bourguignon, Marseille, Éd. Jeanne Laffitte, 1983 (ISBN 2-86276-070-6), p.108-116.
- Alexis Lichine, Encyclopédie des vins et des alcools de tous les pays, Paris, Éd. Robert Laffont, 1984 (ISBN 2-221-50195-0), p.224, 228, 230, 294-295, 319, 418, 734, 735.
- Christian Pessey : Vins de Bourgogne (Histoire et dégustations), édition : Flammarion, Paris, 2002, Histoire (91 pages) et Dégustations (93 pages)  (ISBN 2080110179).
- Charles Pomerol, sous la direction de, Terroirs et vins de France. Itinéraires œnologiques et géologiques, Éd. du BRGM, Orléans, 3e édition, 1990, p. 94,  (ISBN 2-7159-0106-2).
- Frank Schoonmaker, Le livre d'or du vin, Éd. André Gérard et Cie, Verviers, 1970, p. 80.
- Jean-Claude Wallerand et Christian Coulais, Guide des vins : Bourgogne, Paris, Éd. Solar, 1992 (ISBN 2-263-01807-7), p.106-108.